# Драфт ВНБА 2008 года
Драфт ВНБА 2008 года прошёл 9 апреля, в среду, в курортном гольф-клубе (англ. Innisbrook Resort and Golf Club) города Тампа, штат Флорида, который стал 3-м драфтом ВНБА, проводившимся за пределами штата Нью-Джерси. К участию в драфте были допущены игроки после окончания колледжа и игроки-иностранцы. Лотерея драфта состоялась 23 октября 2007 года, по результатам которой право выбора под первым номером получил клуб «Лос-Анджелес Спаркс», который он использовал на 21-летнюю Кэндис Паркер, защитника из университета Теннесси. Кроме того сама церемония драфта состоялась на следующий день после проведения финального матча женского баскетбольного турнира NCAA («Теннесси Леди Волантирс» — «Стэнфорд Кардинал» 64:48), который также был сыгран в Тампе на арене Сент-Пит Таймс Форум.
В сезоне 2008 года приняло участие 14 клубов, на один больше, чем в прошедшем, потому что в межсезонье ВНБА пополнила команда «Атланта Дрим». В результате увеличения количества команд ассоциации состоялся так называемый драфт расширения, который прошёл 6 февраля 2008 года. Первый раунд драфта транслировался на канале ESPN2, в то время как второй и третий раунды были показаны на каналах NBA TV и ESPNU.
Всего на этом драфте было выбрано 43 баскетболистки, из них 39 из США и по одной с Украины (Валерия Бережинска), из Нигерии (Олайинка Санни), Швеции (Чиома Ннамака) и Польши (Изабела Пикарска). Форвард Лара Сандерс (урождённая Латойя Прингл) родилась в немецком городе Нюрнберг, с 2010 года играла в чемпионате Турции, а в 2013 году приняла двойное гражданство, чтобы выступать за сборную этой страны. Лейлани Митчелл также имеет двойное гражданство, потому что её отец — американец, а мать — австралийка.

## Легенда к драфту
|  | Выделены игроки, выбранные в Баскетбольный зал славы                      |
|  | Выделены участники Матча всех звёзд ВНБА и игроки сборной всех звёзд ВНБА |
|  | Выделены участники Матча всех звёзд ВНБА                                  |
|  | Выделены игроки сборной всех звёзд ВНБА                                   |
|  | Выделены игроки, не игравшие в ВНБА                                       |

## Сделки
Команда «Детройт Шок» получила право выбора под одиннадцатом номером в первом раунде ещё в феврале 2007 года в результате обмена Кэти Финстра-Маттера на Рут Райли в «Сан-Антонио Силвер Старз».
Клуб «Сан-Антонио Силвер Старз» получил право выбора под двадцать первым номером во втором раунде ещё во время предыдущего драфта в результате продажи Бекки Хэммон в «Нью-Йорк Либерти».
- 6 февраля 2008 года «Атланта Дрим» обменяла четвёртый номер драфта в «Сиэтл Шторм» вместе с Роникой Ходжес на восьмой номер драфта и Изиане Кастро Маркес.
- 6 февраля 2008 года «Атланта Дрим» обменяла восемнадцатый номер драфта вместе Латойей Томас в «Детройт Шок» на Айвори Латту.
- 19 февраля 2008 года команда «Сиэтл Шторм» продала четвёртый номер драфта в «Детройт Шок» на Свин Кэш.
- 19 февраля 2008 года клуб «Коннектикут Сан» приобрёл у «Индиана Фивер» двенадцатый номер драфта в результате обмена Тамики Уитмор на Кэти Дуглас[5].

## Драфт расширения
| Выбор | Игрок                | Позиция             | Гражданство   | Новая команда | Бывшая команда           | Университет                                |
| ----- | -------------------- | ------------------- | ------------- | ------------- | ------------------------ | ------------------------------------------ |
| 1     | Карла Томас          | Форвард / Центровая | США           | Атланта Дрим  | Чикаго Скай              | Университет Вандербильта                   |
| 2     | Эрика де Соуза       | Форвард / Центровая | Бразилия      | Атланта Дрим  | Коннектикут Сан          | —                                          |
| 3     | Кэти Финстра-Маттера | Центровая           | США           | Атланта Дрим  | Детройт Шок              | Университет Свободы                        |
| 4     | Роника Ходжес        | Защитник            | США           | Атланта Дрим  | Хьюстон Кометс           | Университет штата Флорида                  |
| 5     | Энн Стротер          | Защитник            | США           | Атланта Дрим  | Индиана Фивер            | Университет Коннектикута                   |
| 6     | Латойя Томас         | Форвард             | США           | Атланта Дрим  | Лос-Анджелес Спаркс      | Университет штата Миссисипи                |
| 7     | Кристен Манн         | Форвард             | США           | Атланта Дрим  | Миннесота Линкс          | Калифорнийский университет в Санта-Барбаре |
| 8     | Энн Воутерс          | Центровая           | Бельгия       | Атланта Дрим  | Нью-Йорк Либерти         | —                                          |
| 9     | Дженнифер Лейси      | Форвард             | США           | Атланта Дрим  | Финикс Меркури           | Университет Пеппердайна                    |
| 10    | Кристин Хейни        | Защитник            | США           | Атланта Дрим  | Сакраменто Монархс       | Университет штата Мичиган                  |
| 11    | Шантель Андерсон     | Центровая           | США / · Ливан | Атланта Дрим  | Сан-Антонио Силвер Старз | Университет Вандербильта                   |
| 12    | Бетти Леннокс        | Защитник            | США           | Атланта Дрим  | Сиэтл Шторм              | Технологический университет Луизианы       |
| 13    | Елена Левченко       | Центровая           | Беларусь      | Атланта Дрим  | Вашингтон Мистикс        | Университет Западной Виргинии              |

## Основной драфт

### Первый раунд
| Выбор | Игрок            | Позиция             | Гражданство    | Команда драфта                                               | Университет/ Бывшая команда                   |
| ----- | ---------------- | ------------------- | -------------- | ------------------------------------------------------------ | --------------------------------------------- |
| 1     | Кэндис Паркер    | Форвард             | США            | Лос-Анджелес Спаркс                                          | Университет Теннесси                          |
| 2     | Сильвия Фаулз    | Центровая           | США            | Чикаго Скай                                                  | Университет штата Луизиана                    |
| 3     | Кэндис Уиггинс   | Защитник            | США            | Миннесота Линкс                                              | Стэнфордский университет                      |
| 4     | Алексис Хорнбакл | Защитник            | США            | Детройт Шок (право выбора от Атланта Дрим через Сиэтл Шторм) | Университет Теннесси                          |
| 5     | Мати Аджавон     | Защитник            | США            | Хьюстон Кометс                                               | Ратгерский университет                        |
| 6     | Кристал Лэнгхорн | Форвард / Центровая | США            | Вашингтон Мистикс                                            | Мэрилендский университет в Колледж-Парке      |
| 7     | Эссенс Карсон    | Защитник / Форвард  | США            | Нью-Йорк Либерти                                             | Ратгерский университет                        |
| 8     | Тамера Янг       | Форвард             | США            | Атланта Дрим (право выбора от Сиэтл Шторм)                   | Университет Джеймса Мэдисона                  |
| 9     | Эмбер Холт       | Защитник / Форвард  | США            | Коннектикут Сан                                              | Государственный университет Среднего Теннесси |
| 10    | Лора Харпер      | Форвард             | США            | Сакраменто Монархс                                           | Мэрилендский университет в Колледж-Парке      |
| 11    | Таша Хамфри      | Центровая           | США            | Детройт Шок (право выбора от Сан-Антонио Силвер Старз)       | Университет Джорджии                          |
| 12    | Киша Сваньер     | Защитник            | США            | Коннектикут Сан (право выбора от Индиана Фивер)              | Университет Коннектикута                      |
| 13    | Латойя Прингл    | Форвард             | США / · Турция | Финикс Меркури                                               | Университет Северной Каролины в Чапел-Хилл    |
| 14    | Эрлана Ларкинс   | Форвард             | США            | Нью-Йорк Либерти (право выбора от Детройт Шок)               | Университет Северной Каролины в Чапел-Хилл    |

### Второй раунд
| Выбор | Игрок              | Позиция             | Гражданство       | Команда драфта                                              | Университет/ Бывшая команда                |
| ----- | ------------------ | ------------------- | ----------------- | ----------------------------------------------------------- | ------------------------------------------ |
| 15    | Шеннон Боббитт     | Защитник            | США               | Лос-Анджелес Спаркс                                         | Университет Теннесси                       |
| 16    | Ники Аносике       | Форвард / Центровая | США               | Миннесота Линкс                                             | Университет Теннесси                       |
| 17    | Эрика Уайт         | Защитник            | США               | Хьюстон Кометс                                              | Университет штата Луизиана                 |
| 18    | Олайинка Санни     | Центровая           | Нигерия           | Детройт Шок (право выбора от Атланта Дрим)                  | Университет Западной Виргинии              |
| 19    | Квианна Чейни      | Защитник            | США               | Чикаго Скай                                                 | Университет штата Луизиана                 |
| 20    | Линдсей Плимер     | Форвард             | США               | Вашингтон Мистикс                                           | Калифорнийский университет в Лос-Анджелесе |
| 21    | Чиома Ннамака      | Защитник            | Швеция            | Сан-Антонио Силвер Старз (право выбора от Нью-Йорк Либерти) | Технологический институт Джорджии          |
| 22    | Элли Куигли        | Защитник            | США               | Сиэтл Шторм                                                 | Университет Де Поля                        |
| 23    | Джолин Андерсон    | Защитник            | США               | Коннектикут Сан                                             | Висконсинский университет в Мадисоне       |
| 24    | Моренике Атунразе  | Защитник / Форвард  | США               | Атланта Дрим (право выбора от Индиана Фивер)                | Техасский университет A&M                  |
| 25    | Лейлани Митчелл    | Защитник            | США / · Австралия | Финикс Меркури (право выбора от Сан-Антонио Силвер Старз)   | Университет Юты                            |
| 26    | Хадиджа Уиттингтон | Форвард             | США               | Индиана Фивер                                               | Университет штата Северная Каролина        |
| 27    | Ваниша Смит        | Защитник            | США               | Нью-Йорк Либерти (право выбора от Финикс Меркури)           | Университет Дьюка                          |
| 28    | Наташа Лейси       | Защитник            | США               | Детройт Шок                                                 | Университет Техаса в Эль-Пасо              |

### Третий раунд
| Выбор | Игрок               | Позиция            | Гражданство | Команда драфта                                     | Университет/ Бывшая команда      |
| ----- | ------------------- | ------------------ | ----------- | -------------------------------------------------- | -------------------------------- |
| 29    | Шарни Цолль         | Защитник           | США         | Лос-Анджелес Спаркс                                | Университет Виргинии             |
| 30    | Шарди Хьюстон       | Форвард            | США         | Миннесота Линкс                                    | Университет Коннектикута         |
| 31    | Кристал Келли       | Форвард            | США         | Хьюстон Кометс                                     | Университет Западного Кентукки   |
| 32    | Даниэлла Худ        | Форвард            | США         | Атланта Дрим                                       | Университет Хартфорда            |
| 33    | Анджела Тисдейл     | Защитник           | США         | Чикаго Скай                                        | Бэйлорский университет           |
| 34    | Кристал Вон         | Форвард            | США         | Вашингтон Мистикс                                  | Университет Содружества Виргинии |
| 35    | Альберта Огаст      | Форвард            | США         | Нью-Йорк Либерти                                   | Университет Теннесси             |
| 36    | Кимберли Бек        | Защитник           | США         | Сиэтл Шторм                                        | Университет Джорджа Вашингтона   |
| 37    | Лорен Эрвин         | Форвард            | США         | Коннектикут Сан                                    | Арканзасский университет         |
| 38    | А’Квонезия Франклин | Защитник           | США         | Сакраменто Монархс                                 | Техасский университет A&M        |
| 39    | Алекс Андерсон      | Защитник / Форвард | США         | Сан-Антонио Силвер Старз                           | Университет Теннесси в Чаттануге |
| 40    | Изабела Пикарска    | Центровая          | Польша      | Сакраменто Монархс (право выбора от Индиана Фивер) | Университет Техаса в Эль-Пасо    |
| 41    | Марцилла Пэкер      | Защитник           | США         | Финикс Меркури                                     | Университет штата Огайо          |
| 42    | Валерия Бережинска  | Центровая          | Украина     | Детройт Шок                                        | Университет Райса                |
| 43    | Шарель Аллен        | Защитник           | США         | Сакраменто Монархс                                 | Университет Нотр-Дам             |

## Комментарии
1. ↑  Кэндис Паркер стала первой баскетболисткой ВНБА, которая в дебютном сезоне была признана новичком года и самым ценным игроком регулярного чемпионата.
2. ↑  Алексис Хорнбакл стала первой баскетболисткой, которая в одном календарном году выиграла турнир NCAA в составе «Теннесси Леди Волантирс» и чемпионат женской НБА в составе «Детройт Шок».